# Johannes Roth
Johannes Roth (Teufen, 6 maart 1812 – aldaar, 27 december 1870) was een Zwitsers politicus.

## Levensloop
Johannes Roth was afkomstig uit een welvarende familie. Hij studeerde rechten en vestigde zich als advocaat in Teufen. Later was hij burgemeester van Teufen.
Roth werd in de Kantonsraad van Appenzell Ausserrhoden gekozen en was later de voorzitter ervan. Hij vertegenwoordigde het kanton Appenzell Ausserrhoden bij de Tagsatzung. Van 1849 tot 1859 was hij lid van de Kantonsraad en van 1859 tot 1869 was hij lid van de Nationale Raad.
Hij was ook lid van de Regeringsraad van Appenzell Ausserrhoden. Hij diende als Landessäckelmeister (directeur financiën) en als Landesstatthalter (dat wil zeggen bestuurder van een gebied binnen het kanton). Tussen 1860 en 1870 was hij driemaal Regierend Landammann (dat wil zeggen regeringsleider) van Appenzell Ausserrhoden.
Zijn zoon Arnold trad in de voetsporen van zijn vader en bekleedde diverse hoge politieke functies.

## Eredoctoraat
- Dr. h.c. aan de Universiteit Zürich

## Landammann
- 1861-1863
- 1864-1866
- 1867-1869

## Voetnoten
1. ↑  Tot 1848 het hoogste regeringsorgaan van het Zwitserse Eedgenootschap.

- Gemeinsame Normdatei: 1020697393
- Historisch woordenboek van Zwitserland: 004157
- Zwitserse Bondsvergadering: 3067
- Virtual International Authority File: 232593926
- WorldCat: E39PBJbCKPPHTBT6GVdf4wMHG3